# Кухня Стародавнього Єгипту

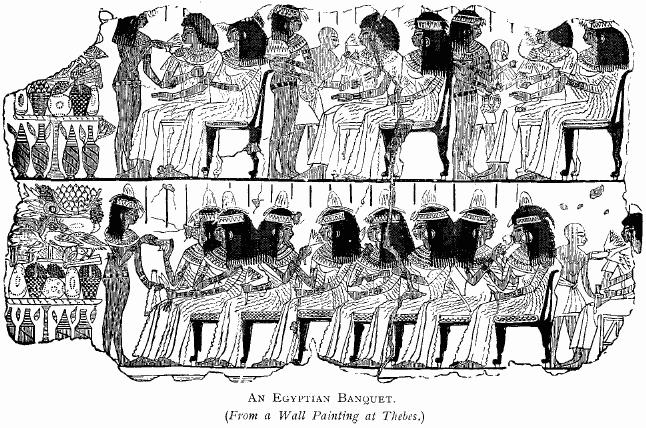
Бенкет у Стародавньому Єгипті

Кухня Стародавнього Єгипту — перелік страв і харчів, технік їх приготування, які застосовувалися давніми єгиптянами в часи існування їхньої цивілізації. Основу становила рослинна їжа.

## Основні страви

### Хліб
Основну раціону становив хліб з ячменю, полби або пшениці. Були відомі два сорти ячменю: шести- і дворядний. Шестирядний ячмінь мав більше поширення і вживання. З нього випікалися основні сорти хліба. За часів Раннього царства єгиптяни запозичили з Передньої Азії голозерну пшеницю. Проте цей вид пшениці більш вимогливий і виснажує ґрунт, тому до греко-римського періоду він не набув великого поширення в Єгипті.
Існувало безліч різновидів хлібів і булочок, що відрізнялися борошном (ячмінне — «іт», пшеничне — «сут», з полби — «бедет»), формою, ступенем пропеченості, додатками у тісто (мед, молоко, фрукти, яйця, жир, масло). Відомо до 20 слів, які застосовувались в епоху Давнього царства для позначення різних видів хлібобулочних виробів. Доволі популярними були гостроверхий, округлий, ячмінний, свіжий, маленька кругла паляниця, пиріг-шенес.

### Овочі
У раціоні стародавніх єгиптян були присутні горох, лілії, селера, боби, сочевиця, квасоля і нут, редис, огірки, бульба редьки, у великих кількостях вирощувався салат-латук. Особливо виділялися з інших продуктів цибуля і цибуля-порей, цінувався так само й часник. Капуста також була відома стародавнім єгиптянам. Вони вважали її хорошим засобом проти сп'яніння, і всякий обід починали з вареної капусти. На фресках давніх єгиптян між дарами, які приносилися в жертву богам, представлена спаржа яскраво-зеленого кольору.
Були поширені гарбузи, персики, яблука, дині й кавуни. Влітку до раціону додавалися виноград та родзинки, цитрусові, гранати («inhmn»), фіги, фініки, зизифуси, персея і плоди сикомора.
З часів гіксосів вирощувалися гранатові, оливкові дерева та яблуні, вживалися їхні плоди. Були відомі, але рідкісні й доступні небагатьом кокосові горіхи. Вживалися також плоди мімози, баланітеса єгипетського і деяких інших дотепер не з'ясованих дерев. Бідняки жували бульби осоки, серцевину стебел папірусу і кореневища деяких інших водяних рослин.
Давні єгиптяни користувалися рослинною олією, яку виготовляли з насіння редьки, кунжуту, салату, баланітесу,красильного сафлору, маслянистої моринги. Також з Фінікії та Сирії ввозили оливкову олію.
З висушених та подрібнених бульб чуфи, яку змішували з медом, робилися десерти. У гробниці візира Рехміра часів фараона Аменхотепа II виявлено сцену, де зображені етапи для виготовлення конічного торту з коріння очерету з додаванням горіхів та осоки.

### Молочні продукти
Були відомі молочні продукти — вершки, масло, сир. Тваринний жир використовувався для приготування їжі та зберігання.

### М'ясо і риба
Єгиптяни Давнього царства переваги надавали дичині, яку впольовували. Це насамперед були газелі та антилопи. За часів Пізнього царства єгиптяни їли в'ялену на сонці або засолену рибу, найбільше цінувалися кефаль, барабулька та ботарга. З птахів вживали в їжу в солоному вигляді перепілок, качок, голубів, лебідів і дрібних пташок. Птицю та рибу, окрім священних, їли також смаженими або вареними.
В період Нового царства найчастіше вживають м'ясо биків. До цього часу втрачає значення таке джерело м'яса, як газелі й антилопи. Немає надійних свідчень вживання єгиптянами в їжу козлятини або баранини, хоча цих тварин розводили навіть у Верхньому Єгипті. Свиней, хоча і розводили, в їжу вживати було заборонено, оскільки свиня вважалася твариною злого бога Сета. Незважаючи на те, що крокодил і бегемот вважалися священними тваринами, в деяких регіонах вони все ж вживалися в їжу, зокрема біля острова Елефантина.

## Вживання їжі
Давні єгиптяни їли, сидячи за одним або по двоє за маленьким столиком, заставленим стравами з м'ясом, птицею, овочами, фруктами, можливо розкладеними на скибки конічними хлібами. Діти сідали на подушках або прямо на підлозі, на циновці. Заможні люди використувували тарілки, миски, чаші, кухлі, виделки, ножі та ложки. Втім зазвичай давні єгиптяни їли руками.
Чоловіку подавали сніданок відразу після вмивання. Він отримував хліб, пиво, шматок м'яса, вирізку і пиріг. Його дружина снідала, поки її розчісували або відразу після закінчення туалету. На фіванському розписі служниця подає кубок своїй пані, коли вона ще тримає в руці люстерко. Поруч з нею столик з кошиком з пальмового листя і двома вазами.
Обід складався з м'яса, птиці, овочів і фруктів по сезону, хліба і пиріжків і значної кількості пива. Не всі давні єгиптяни, навіть заможні їли м'ясо кожен день. Це робили лише фараони, члени їхньої родини, аристократи, заможні жерці. Також вживання великої частки м'яса відбувалося з якоїсь значної події. Крім того, знать вживала супи, пюре, страви з гарніром і під соусами. Перед поданням їжі слуги знаті розбризкували парфуми для відлякування комах, створення настрою й апетиту.
У післяполудневий час, близько 4-5 години, відбувався другий легкий обід з напоями, після якого єгиптяни поверталися до своєї роботи або вдавалися до розваг.

## Спеціїта приправи
Їх додавали для аромату, але могли себе дозволити лише вельми заможні єгиптяни. Широко застосовували сіль.

## Напої
Першим напоєм вважалося молоко, яке зберігали в глиняних посудинах з «корком» з пучка трави. Також полюбляли численні компоти. Як підсолоджувачами для напоїв давні єгиптяни користувалися медом або плодами ріжкового дерева («неджем»). Мед отримували від одомашнених чи диких бджіл.
Національним напоєм давніх єгиптян було пиво («хенекет»). Його пили всюди — вдома, в полі, на кораблях, в шинках. Пиво виробляли з ячменю або з пшениці та фініків.
Пивовар використовував форми, схожі на форми для випічки хліба, тільки великих розмірів, кошики і набір глиняних глечиків і тазів. Для початку випікали хліби. Навколо вогнища розставляли піраміди форм наче в пекарні. Водночас замішували особливе тісто «уаджет», тобто «свіже». Його заливали в нагріті форми і тримали в них до того часу, коли хліби вкривалися золотавою скоринкою. Пивовари стежили, щоб в середині хліби залишалися сирими. Ці недопечені хліби кришили в великому тазу і заливали солодким соком, вичавленим з фініків. Отриману масу перемішували та фільтрували. Незабаром рідина починала бродити, після цього її розливали глечиками, накривали тарілочками і запечатували гіпсом. У такому вигляді глечики перевозили на далекі відстані.
Перед вживанням пиво переливали в кухлі місткістю від 1-2 літрів. Любителі пива наливали його в чаші з каменю, фаянсу або металу. Гірке пиво, яке майже у той же спосіб робили нубійці, зберігалося недовго. Частіше вживали темне пиво, світле — лише на свята.
З часів Давнього царства в Нижньому Єгипті, насамперед у дельті Нилу, поширилося виноробство. Вироблялося молоде вино, відомо також вино третього і восьмого розливу. Згодом звідси торгували вином по всьому Єгипту, вивозили навіть за межі країни. Крім того, давні єгиптяни виробляли напої шедех (на кшталт лікеру), паур (на основі гранатового соку).